# Scholban Walerjewitsch Kara-ool

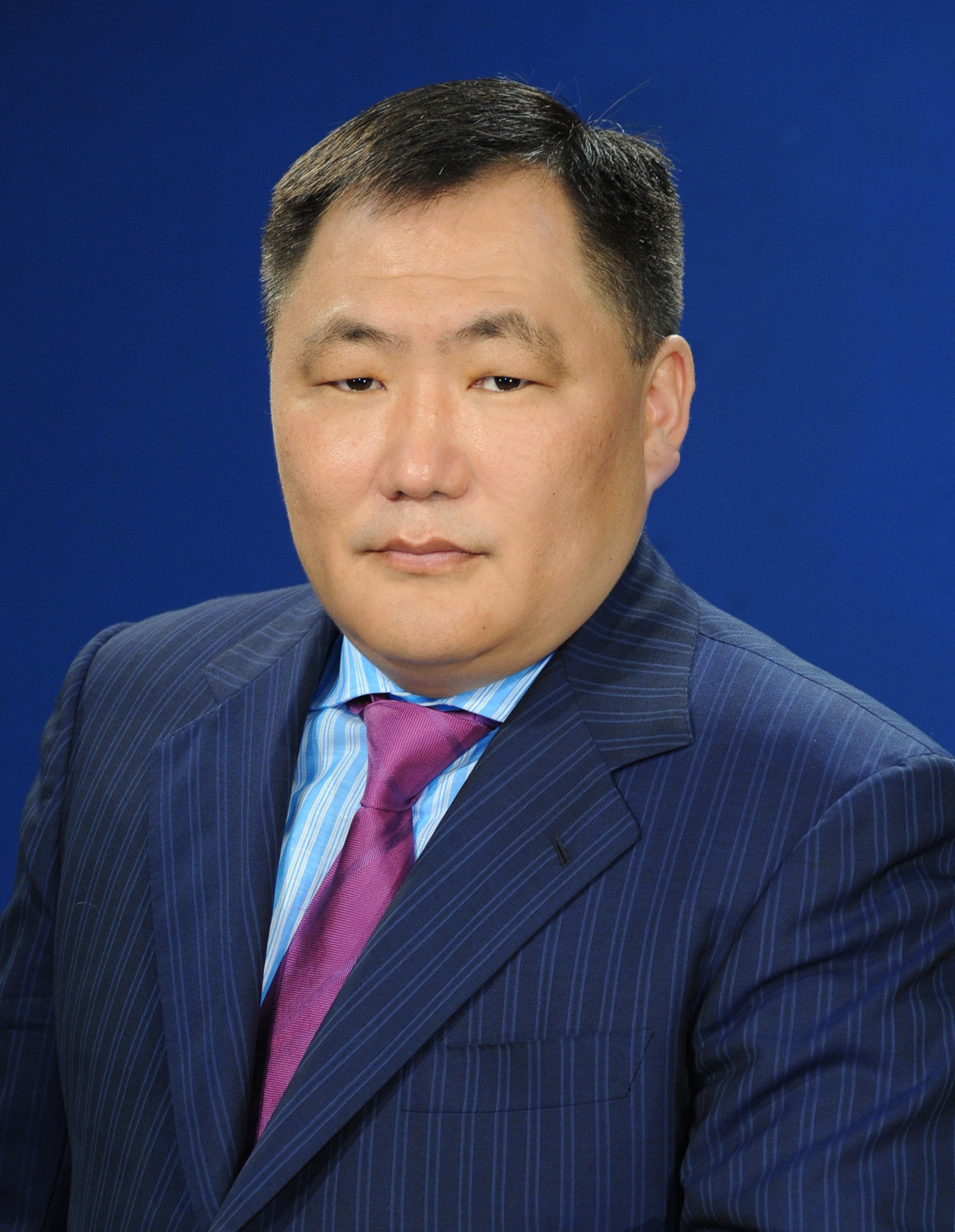
Scholban Kara-ool

Scholban Walerjewitsch Kara-ool (russ. Шолбан Валерьевич Кара-оол; wiss. Transliteration, Šolban Valer'evič Kara-ool; * 18. Juli 1966 in Tschoduraa, Tuwinische ASSR, RSFSR, Sowjetunion) ist ein russischer Politiker, Präsident der russischen Republik Tuwa (2007 – 2021) und derzeit stellvertretender Vorsitzender der Russischen Staatsduma.

## Biografie
Kara-ool studierte Philosophie, Politologie und Soziologie an der Staatlichen Universität in Swerdlowsk. Er beherrscht die deutsche Sprache.
Von 1996 bis 1998 arbeitete Kara-ool als stellvertretender Vorsitzender in einem humanitären Hilfsfonds für die Unterstützung der Familien von Gefallenen, Behinderten und Kriegsveteranen des Afghanistankriegs. Im April 1998 wurde er zum Abgeordneten, anschließend zum stellvertretenden Vorsitzenden des Großen Churals (Parlament) der Republik Tuwa gewählt.
Bei den Präsidentschaftswahlen 2002 belegte er mit 22 Prozent der erhaltenen Stimmen den zweiten Platz. Bis 2005 bekleidete er verschiedene Ministerposten, unter anderem Minister für Handel, Verbraucherdienste und Unternehmensentwicklung der Republik Tuwa.
Im April 2007 wurde Kara-ool auf Geheiß von Wladimir Putin zum Regierungsvorsitzenden der Teilrepublik Tuwa gewählt. Vom September 2007 bis Mai 2008 war er Präsidiumsmitglied des Staatsrates der Russischen Föderation.
2012 wurde Kara-ool  in seinem Amt bestätigt. Vier Jahre später trat Kara-ool von seinem Amt zurück, wurde jedoch von Putin zum Interimsleiter von Tuwa berufen.
2021 wurde Kara-ool zum Abgeordneten der Staatsduma der 8. Einberufung gewählt.